# Batalla de Yongin
La batalla de Yongin (용인 전투) fue una batalla sucedida durante las invasiones japonesas de Corea. La batalla se libró de 5 a 6 de junio de 1592 (Gregoriano 13-14 de 1592). En dicha batalla las tropas de Yi Gwang, que sumaban entre 80.000 a 130.000, perdieron contra las fuerzas japonesas numéricamente inferiores de 1.600 a 1.900 hombres.

## Trasfondo
En 1592 Toyotomi Hideyoshi invadió Corea con la intención de utilizarla como una ruta simple para que las tropas japonesas pudiesen invadir la Dinastía Ming. Las fuerzas de Toyotomi alcanzaron rápidamente el éxito contra el ejército coreano mediante la captura de Seúl. Con el objetivo de tomar Seúl de la manera más rápida posible, las fuerzas japonesas evitaron batallas en la Provincia de Jeolla. El gobernador de Jeolla, Yi Gwang, decidió dirigir todas sus fuerzas contra los japoneses en un intento de contraatacar.
Yongin se convirtió en una fortaleza japonesa de comunicaciones, cercana a Suwon. Dicha fortaleza fue ocupada por el daimyo Wakisaka Yasuharu. Posteriormente, Yi Gwang condujo una fuerza de 80 000 a 130 000 hombres para tomar Yongin.

## Curso de la batalla
Ignorando las advertencias de Kwon Yul, Yi Kwang lanzó un ataque masivo sin hacer reconocimiento previo. Un grupo del ejército de corea tomó posiciones en una colina cercana mientras que el otro atacó la fortaleza de forma directa. Las fuerzas de Wakisaka contraatacaron y destruyeron el ejército coreano haciendo uso de una emboscada.

## Resultado
Gran parte de los oficiales coreanos fueron capturados por las fuerzas japonesas durante la batalla. Sin embargo, Gwon Yul y Hwang Jin se las ingeniaron para escapar y poder reunir tropas sobrevivientes de la batalla para llevar a cabo la Batalla de Ichi. Debido a esto, Jeolla quedó fuera del control Japonés por el resto de la primera invasión japonesa de Corea. Por otro lado, la derrota en la batalla de Yongin (junto con la derrota en el Río Imjin)  convenció al rey Seonjo a abandonar Pyeongyang y huir hacia Ulju.
Aunque las tropas de corea eventualmente retomarían Seúl luego de una victoria decisiva en Hangju en 1593, luego de esta derrota los coreanos nunca lograrían desplegar un ejército de tal magnitud durante el lapso restante de la guerra.

## Cultura popular
En la película Hansan: Rising Dragon esta batalla es mencionada múltiples veces.